# 阳光景观街区
阳光景观街区（西班牙語：Paseo del Prado y el Buen Retiro, paisaje de las artes y las ciencias）是位於西班牙马德里丽池公园、普拉多大道和马德里皇家植物园周邊的街区，占地200公顷。2021年7月25日，該地被列為世界遗产。